# Michal Kopčo
Michal Kopčo (Kassa, 1988. január 27. –) szlovák válogatott kézilabdázó, beállós, a francia Ivry játékosa.

## Pályafutása

### Klubcsapatokban
Pályafutását szülővárosában, Kassán kezdte, azt követően pedig 2010-ig a magyar bajnokságban szereplő Dunaferr játékosa volt. 2012 és 2014 között a német Bundesligában szereplő VfL Gummersbachban kézilabdázott. A 2010–2011-es idényben az RK Zagrebbel horvát bajnok és kupagyőztes volt. 2014 nyarán visszatért hazájába és az eperjesi Tatran Prešovban folytatta pályafutását. 2012 után 2015-ben és 2016-ban is bajnokságot nyert a csapattal. 2016 nyarán a portugál élvonalban szereplő Sporting szerződtette, akikkel portugál bajnokságot nyert 2017-ben és 2018-ban, valamint 2017-ben Challenge Cupot. A 2018–2019-es idényt megelőzően a francia Ivry együtteséhez igazolt.

### A válogatottban
A szlovák válogatottban 75 mérkőzésen 132 alkalommal volt eredményes.

## Sikerei, díjai
- Szlovák bajnok: 2012, 2015, 2016
- Horvát bajnok: 2011
- Horvát kupagyőztes: 2011
- Portugál bajnok: 2017, 2018
- Challenge Cup-győztes: 2017